# Maria Keohane

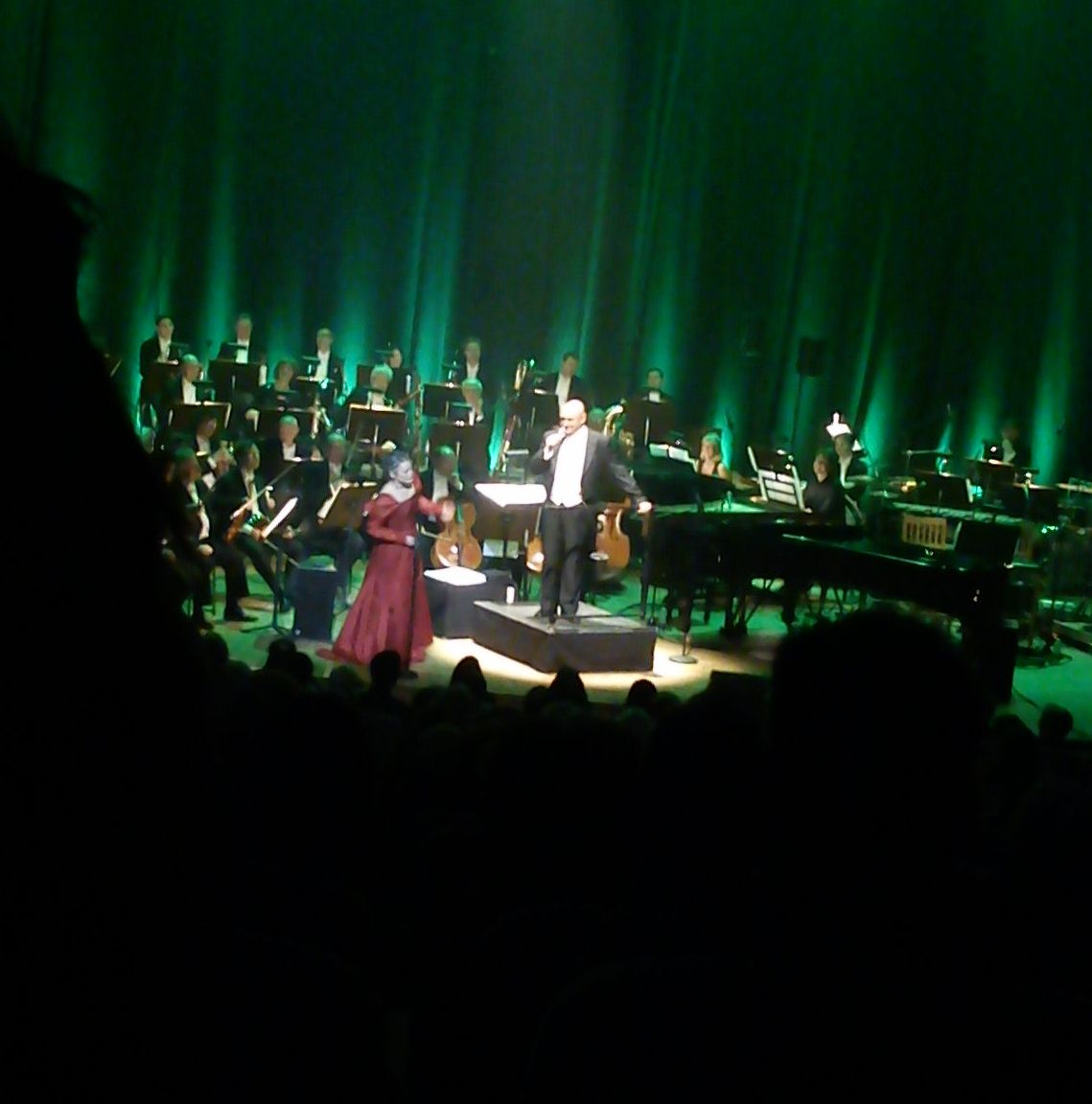
Keohane tillsammans med Hans Ek.

Maria Keohane, född 13 maj 1971 i Manchester, är en svensk sopran.
Keohane har spelat in flera skivor och medverkat i TV och radio. Hon har framträtt i bland annat Skandinavien, Europa, USA, Libanon, Japan och Nya Zeeland. Hon har framträtt med European Union Baroque Orchestra och Philharmonia Baroque Orchestra.
Hon vann pris vid den internationella van Wassenaer-tävlingen 2000 och har fått ett antal stipendier från Kungliga Musikaliska Akademien. 2014 erhöll hon Jussi Björlingstipendiet.
Numera[när?] undervisar Keohane på Musikkonservatoriet Falun.